# Rostam Bastúní
Rostam Bastúní (hebrejsky רוסתם בסתוני‎, Rostam Bastuni, arabsky روستم بستوني‎‎; 15. března 1923 – 26. dubna 1994) byl izraelský politik a poslanec Knesetu za strany Mapam, Si'at smol a opět Mapam.

## Biografie
Narodil se ve městě Tira (dnes město Tirat Karmel) v tehdejší mandátní Palestině (dnes Izrael). Vystudoval architekturu na Technionu. Dlouhodobě působil jako učitel. Patřil do komunity izraelských Arabů.

## Politická dráha
V roce 1951 se přidal ke straně Mapam a byl aktivní v jejím arabském odboru. Během funkčního období prvního Knesetu působil jako tajemník poslaneckého klubu Mapam. V izraelském parlamentu zasedl po volbách v roce 1951, kdy kandidoval za Mapam. Byl členem parlamentního výboru pro veřejné služby, výboru pro ústavu, právo a spravedlnost, výboru práce a výboru pro záležitosti vnitra. V roce 1953 odešel ze strany Mapam a přidal se k výrazněji levicové formaci Si'at smol (Levá frakce), kterou vedl Moše Sne. Pak se ale vrátil do Mapam. Vydával stranický arabskojazyčný list al-Fadžar. Působil jako poradce ministra pro výstavbu pro otázky týkající se arabského sektoru. V roce 1966 založil Akční výbor izraelských Arabů pro Izrael. V roce 1969 se přestěhoval do USA.
Byl prvním izraelským Arabem, který byl členem Knesetu za převážně židovskou a sionistickou stranu.